# Ді-Графф (Огайо)
Ді-Графф (англ. De Graff) — селище (англ. village) в США, в окрузі Лоґан штату Огайо. Населення — 1250 осіб (2020).

## Географія
Ді-Графф розташоване за координатами 40°18′46″ пн. ш. 83°55′0″ зх. д. / 40.31278° пн. ш. 83.91667° зх. д. (40.312748, -83.916663).  За даними Бюро перепису населення США в 2010 році селище мало площу 2,62 км², уся площа — суходіл.

## Демографія
Згідно з переписом 2010 року, у селищі мешкало 1285 осіб у 476 домогосподарствах у складі 347 родин. Густота населення становила 491 особа/км².  Було 536 помешкань (205/км²).
Расовий склад населення:
| - 97,5 % — білих - 0,9 % — чорних або афроамериканців - 0,3 % — корінних американців - 0,2 % — вихідців з тихоокеанських островів - 0,2 % — азіатів |

До двох чи більше рас належало 0,7 %. Частка іспаномовних становила 0,2 % від усіх жителів.
За віковим діапазоном населення розподілялося таким чином: 30,7 % — особи молодші 18 років, 56,4 % — особи у віці 18—64 років, 12,9 % — особи у віці 65 років та старші. Медіана віку мешканця становила 34,8 року. На 100 осіб жіночої статі у селищі припадало 95,6 чоловіків;  на 100 жінок у віці від 18 років та старших — 93,3 чоловіків також старших 18 років.
Середній дохід на одне домашнє господарство  становив 45 913 долари США (медіана — 39 205), а середній дохід на одну сім'ю — 51 632 долари (медіана — 48 523). За межею бідності перебувало 17,0 % осіб, у тому числі 21,4 % дітей у віці до 18 років та 7,6 % осіб у віці 65 років та старших.
Цивільне працевлаштоване населення становило 572 особи. Основні галузі зайнятості: виробництво — 31,3 %, освіта, охорона здоров'я та соціальна допомога — 18,7 %, науковці, спеціалісти, менеджери — 12,6 %, мистецтво, розваги та відпочинок — 6,6 %.